# Live in Japan 2002
Live in Japan 2002 is een livealbum van de Canadese rockband Simple Plan. Het is de tweede uitgave van de band, na het debuutalbum No Pads, No Helmets... Just Balls uit 2002. Live in Japan 2002 is alleen in Japan uitgebracht.

## Tracklist
| Nr. | Titel                   | Duur |
| --- | ----------------------- | ---- |
| 1.  | You Don't Mean Anything | 3:50 |
| 2.  | The Worst Day Ever      | 4:53 |
| 3.  | Grow Up                 | 4:16 |
| 4.  | American Jesus          | 3:58 |
| 5.  | I'm Just a Kid          | 5:06 |

| Nr. | Titel     | Duur |
| --- | --------- | ---- |
| 1.  | Addicted  |      |
| 2.  | Vacation  |      |
| 3.  | Surrender |      |